# 新日軽
新日軽（しんにっけい、SHINNIKKEI）は、LIXILが展開する住宅向けサッシ、エクステリア商品、ビル向け建材などのブランド名である。
また新日軽株式会社（英: Shin Nikkei Company, Ltd.）は、2011年3月までこれらの事業を展開していた企業で、現在のLIXILの前身の一つである。

## 概要
1977年（昭和52年）に、日本軽金属の住宅建材事業部門が独立して設立された。その後、日軽金グループの建材製造･販売事業を徐々に統合し、同グループの建材事業部門を担った。
住宅着工戸数の低迷や住宅長寿化に伴う需要減少を背景に製造・販売資源を効率的に活用する為、2010年（平成22年）に住生活グループ（後のLIXILグループ→〈3代目〉LIXIL）傘下に入り、2011年（平成23年）にトステム（2代目）、INAX、東洋エクステリア、LIXIL（統合後と同じ名称だが、グループ内での営業戦略の立案を行っていた別法人）と合併し、サンウエーブ工業の開発・管理業務を統合して新会社株式会社LIXIL（2代目）となり、新日軽は同社における製品ブランド名の一つとなった。

## 沿革
- 1977年（昭和52年） - 日本軽金属（日軽金）から住宅建材事業を切り離し、日軽ホクセイ住宅建材株式会社（にっけいホクセイじゅうたくけんざい）として設立。
- 1978年（昭和53年） - 理研軽金属の住宅建材事業を譲受し、商号を新日軽住宅建材株式会社（しんにっけいじゅうたくけんざい）に変更。
- 1984年（昭和59年）4月1日 - 母体の日軽金からビル建材事業を譲受し、商号を新日軽株式会社に変更。
- 1986年（昭和61年） - 日軽金の高層ビル建材事業を譲受。
- 1988年（昭和63年） - ホクセイアルミニウムを吸収合併し、製造・販売を一体化。
- 1989年（平成元年）1月11日 - 株式額面変更の為、日軽交通施設株式会社を形式上の存続会社として合併すると共に同社を新日軽株式会社に商号変更。この為、登記上の設立は日軽交通施設が設立された1980年（昭和55年）10月1日となる。
- 1990年（平成2年） - 東証第二部に上場（証券コード:5924）。
- 1991年（平成3年） - 大証第二部に上場。
- 1996年（平成8年） - 日軽金から船橋工場の建材事業を譲受する。
- 2000年（平成12年） - 日軽金の100%子会社に。
- 2010年（平成22年） - 住生活グループ（現・LIXILグループ）傘下へ。
- 2011年（平成23年）4月1日 - 住生活グループ内の再編により、（2代目）トステム、INAX、東洋エクステリア、（初代）LIXILと合併し解散。（2代目）株式会社LIXILとなる。

## 製品・主要ブランド
- ガーデンエクステリア（門まわり、フェンス、車庫まわりなど） - LIXILではTOEXブランドが有名だが、新日軽ブランドでもエクステリア製品が発売されている。
- インテリア建材
  - ビュライ（アルミ内装建材）
- 外装建材
  - 棟風（棟換気）
- ウォールエクステリア
  - ソーラースパンドレルII（太陽熱集熱外壁パネル）
- ビル建材
  - カーテンウォール - 旧・新日軽株式会社が開発したといわれている[要出典]
  - ビル・マンション用サッシ・ドア（RMG-70）
  - 店舗用建材

など
1980年代、住宅用「V型サッシ」が発売された。これは枠を共通化し、障子（ガラス戸）部分を交換することで高気密仕様やペアガラス対応仕様に出来た。住宅は建ててしまうとサッシ枠の交換が容易では無く、長く住んでいる間に生じる環境変化に簡単に対応させることが出来るよう開発され、その後の「テクト」や他社製品（例：トステム「アトモス」）にも広がった。しかし現在「V型サッシ」の交換用障子は製造しておらず、入手が出来ない。
また株式会社LIXILの発足に伴い、新日軽ブランドの一部製品はトステムブランドへ統合の為、順次販売を終了している。例えば樹脂内窓の「リクラス」は、2010年9月末に販売を終了し、トステムブランドの「インプラス」へ、アルミ樹脂複合サッシ「アルプラ105」は2011年6月末に販売を終了し、トステムブランドの「サーモスH（現・サーモスII-H）」、「シンフォニーW/H」、「フォンテプラスII」へそれぞれ継承された。
また2013年6月末をもって、新日軽ブランドの窓・ドア・引き戸の全製品（ファインフレーム、アルプラクラス、スピーディ、ジェイフォルム イズムステージ/グランステージなど）の販売を終了した為、これらのカテゴリーはトステムブランド（ワイドウィン、サーモスII、リフレム、ジエスタ、アヴァントスなど）に集約された。

## 関係会社
2011年4月の株式会社LIXIL発足と同時に、旧・新日軽の販売会社の再編も行われ、住宅建材販売会社15社を統合して発足した株式会社LIXIL新日軽住建販売とビル建材販売会社9社を統合して発足した株式会社新日軽ビル建材販売の2社体制となり、株式会社LIXILの子会社となった。
その後、翌2012年10月に株式会社LIXIL新日軽住建販売がグループ会社のトータル住器株式会社へ合併され、株式会社LIXILトータル販売に商号変更、さらに翌2013年4月に株式会社新日軽ビル建材販売が株式会社LIXILのリフォーム営業部 非木造リフォーム部門と統合して株式会社LIXILビルリフォーム販売に商号変更した。